# Vías pecuarias

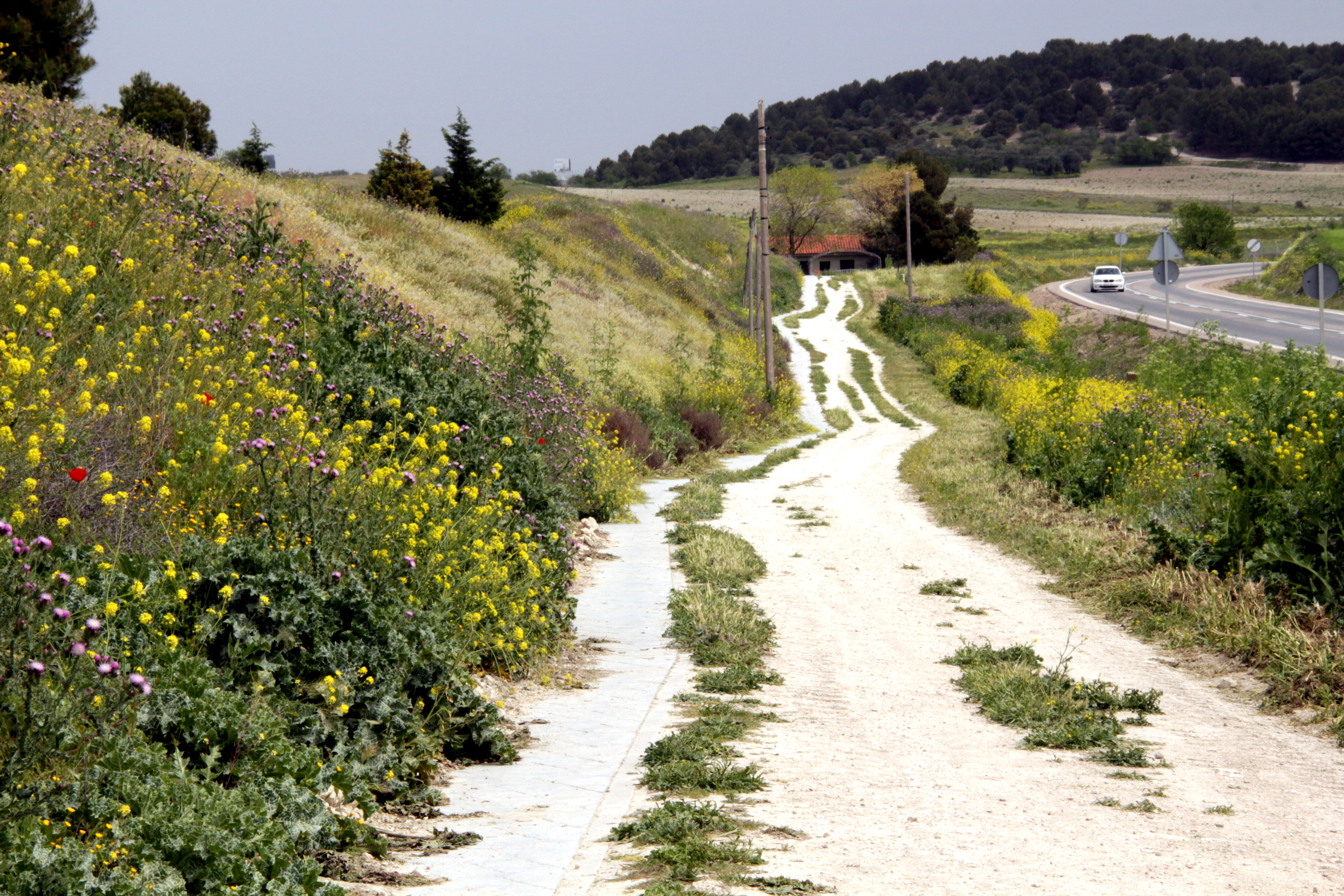
Blomsterflora vid Cañada Real Gailina vid Valdemoro

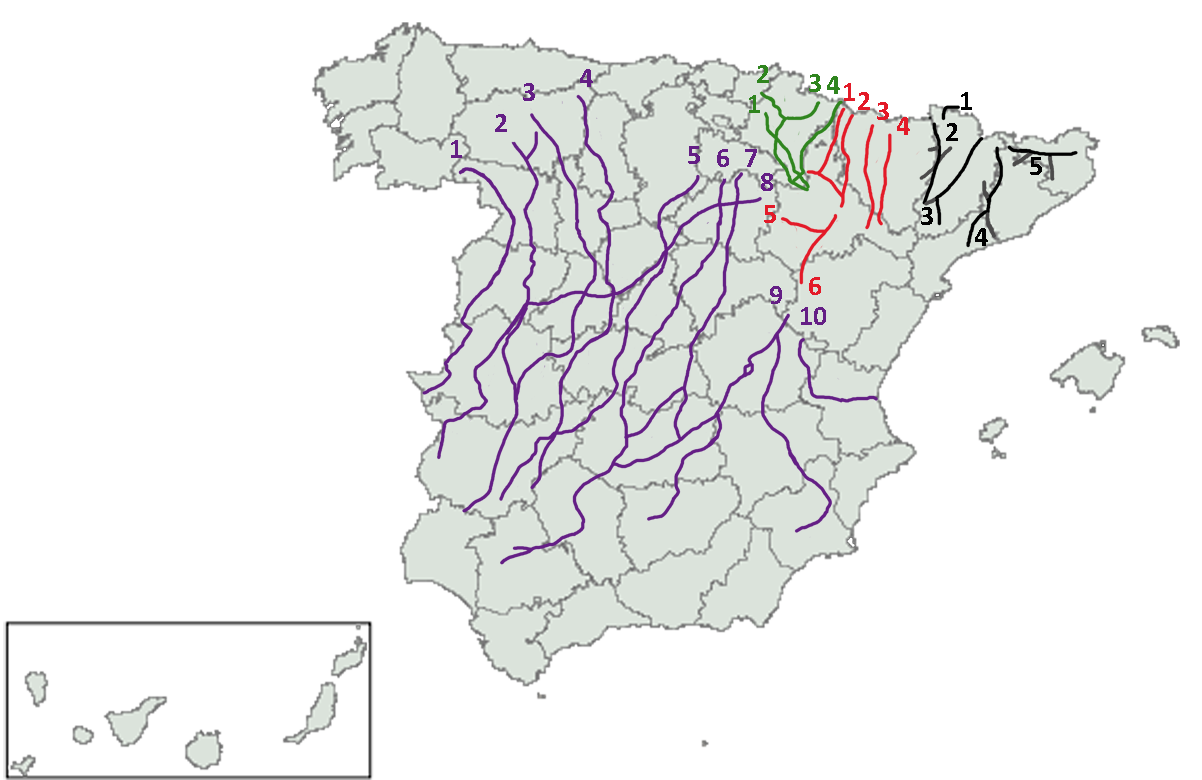
De viktigaste vías pecuarias i Spanien.

Vías pecuarias (”boskapsleder”) är leder för säsongsmässiga vandringar som förbinder de traditionella betesmarkerna i Spanien, så att herdarna och boskapsskötarna ska kunna transportera getter, får och nötkreatur till de bästa betena och utnyttja det bästa i klimatet; till bergspassen eller högt belägna betesmark på sommaren och till slätterna och ett mildare klimat under hårda vintrar. Benämningarna på de olika vías pecuarias skiljer sig åt och får namn efter hur breda de är.

## Juridisk status
Vägarna omfattar 125 000 kilometer boskapsled för den vandrande boskapen i Spanien, och utgör 1 % av landets yta, omkring 450 000 hektar. Juridiskt sett är boskapslederna en allmänning (bienes de dominio publico) och administreras av Spaniens autonoma regioner. Detta juridiska skydd gör dem unika i Europa.
Deras juridiska ställning regleras för närvarande genom Ley 3/95 gällande vías pecuarias, som definierar dem som vägar eller transportleder där boskap vandrar eller traditionellt har vandrat. Boskapsvandringen som sker på lederna kan vara:
- Inom ägor eller lokalt, och användas av kommunala kreatursbesättningar som inte lämnar kommunen.
- Gränsöverskridande, vägarna går över de juridiska gränserna för kommunen för att använda beten i grannkommunerna. Normalt är vandringarna mindre än 100 km.
- Transhumans, de stora halvårsvisa förflyttningarna, där boskapen på vintern, på grund av kylan och snön som minskar betesmarkerna i norr, dras sig till övervintringsställen i södra Kastilien, Andalusien, Extremadura, Valle del Ebro och Levante. På sommaren, återvänder de längs vandringslederna, till bergen i norra Spanien och sommarbetet.

I paragraf 3.1.d i den spanska lagen 3/1995 över befogenheterna hos de autonoma regionerna nämns ett av målen för lagen: Att säkerställa bevarandet av vandringslederna, liksom också andra miljömässigt eller kulturellt värdefulla delar med koppling till lederna, genom att vidta nödvändiga åtgärder för skydd och restaurering.

## Biologisk status
Vías pecuarias är också viktiga biologiska källor eftersom det på dem växer olika typer av vegetation och de är habitat för olika djurarter. Men å andra sidan är de kommunikationsleder, gräsbeväxta raka leder som går mellan bergen och underlättar passagen mellan byarna eftersom de är de kortaste vägarna och lätta att ta sig fram på.
I åtskilliga fall respekterar man emellertid inte ledernas legala skydd och boskapslederna omvandlas till asfalterade eller urbaniserade vägar. Bland de miljömässiga konsekvenserna som uppstår genom att en vandringsled urbaniseras, är en ökad brandrisk, förlust av vegetation och biodiversitet, uppkomsten av improviserade avstjälpningsplatser, förorening av marken med hushållsavlopp och förlust av ett nationalarv som på ett illegalt sätt förs över till ett fåtal personer.

## Olika typer av boskapsleder

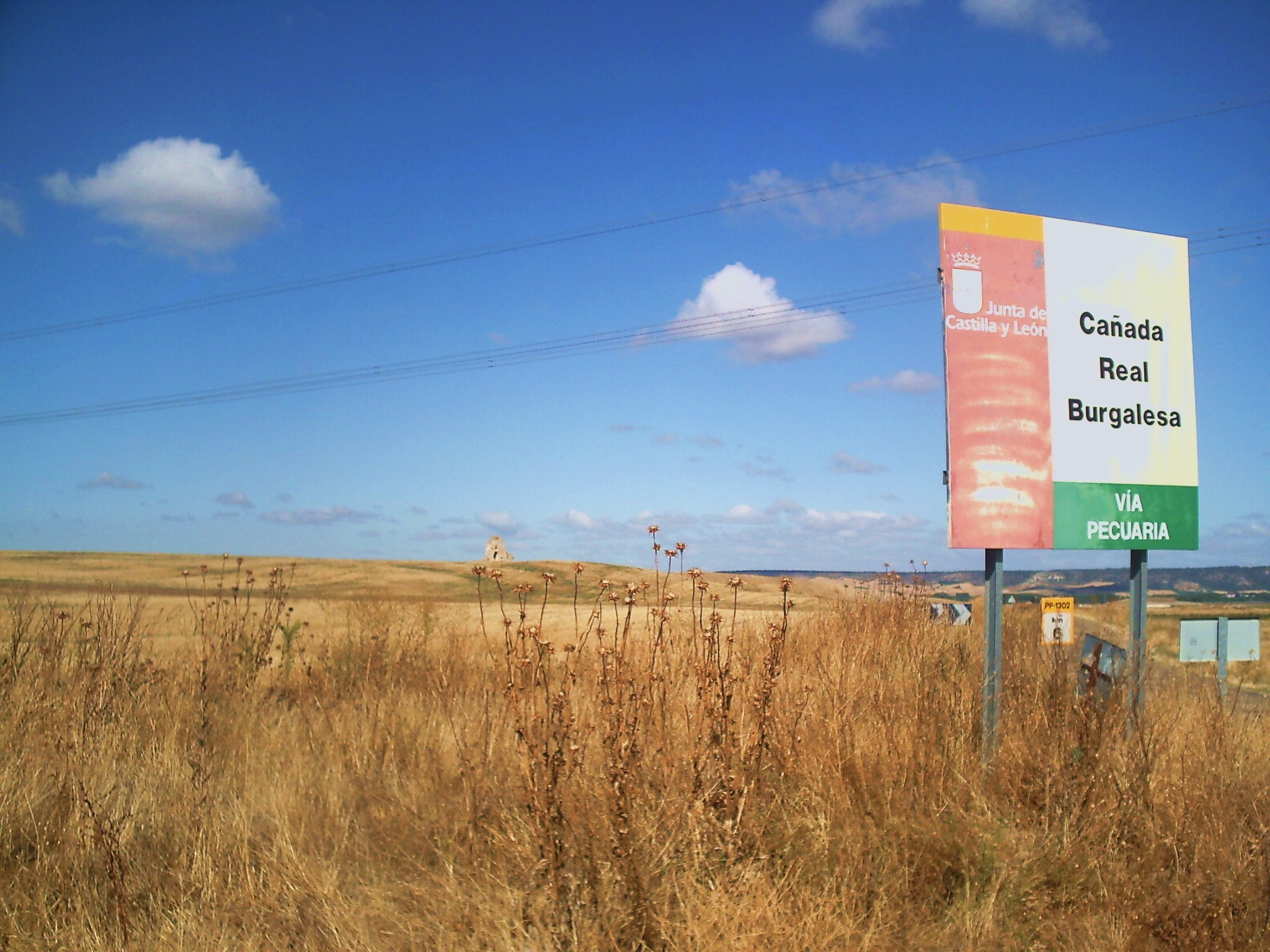
Cañada Real Burgalesa, på sin passage förbi Valdecañas de Cerrato, med ruinerna av Valdecañuelas i bakgrunden.

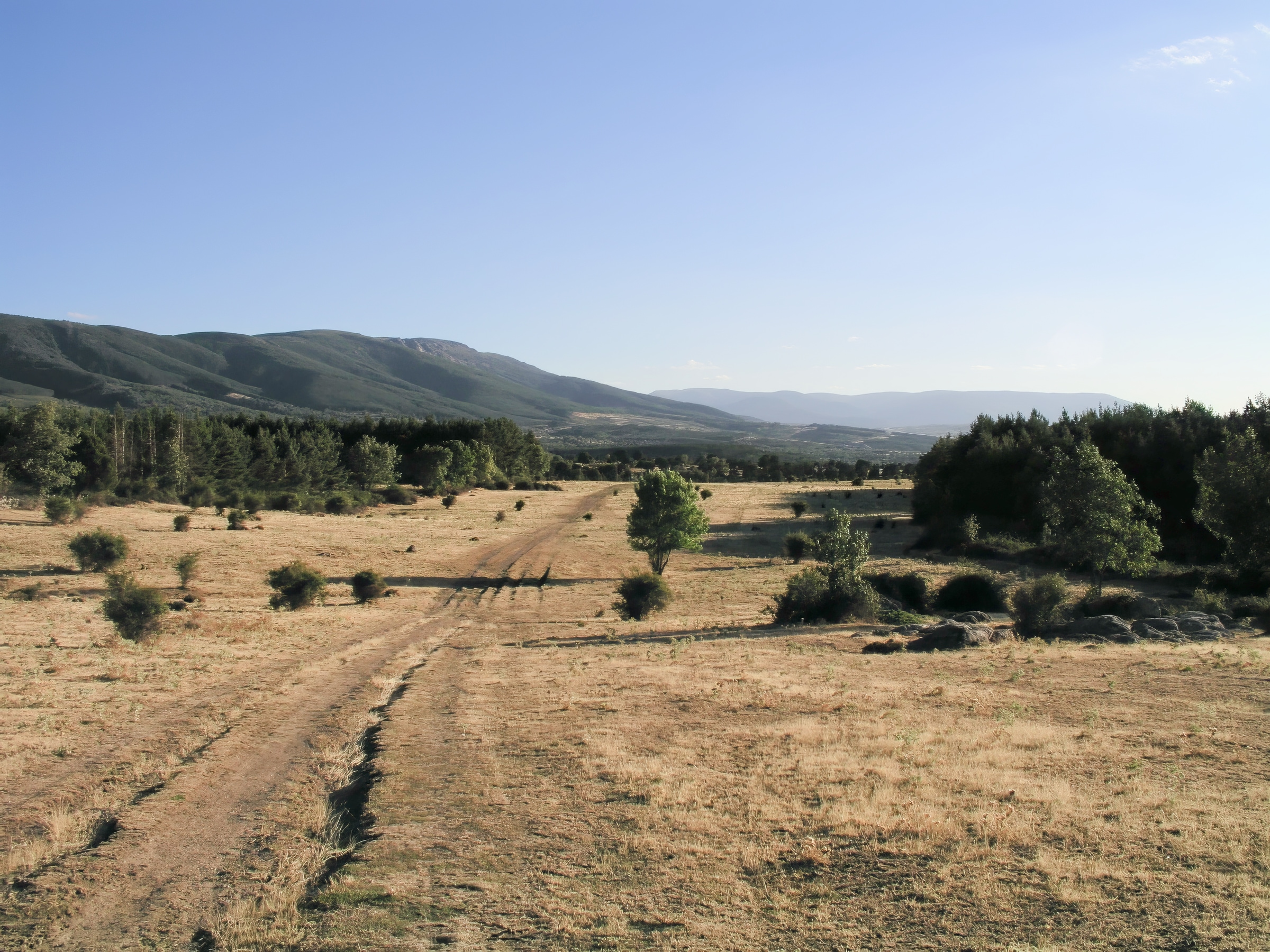
Cañada Real i västra Soria, Prádena (Segovia).

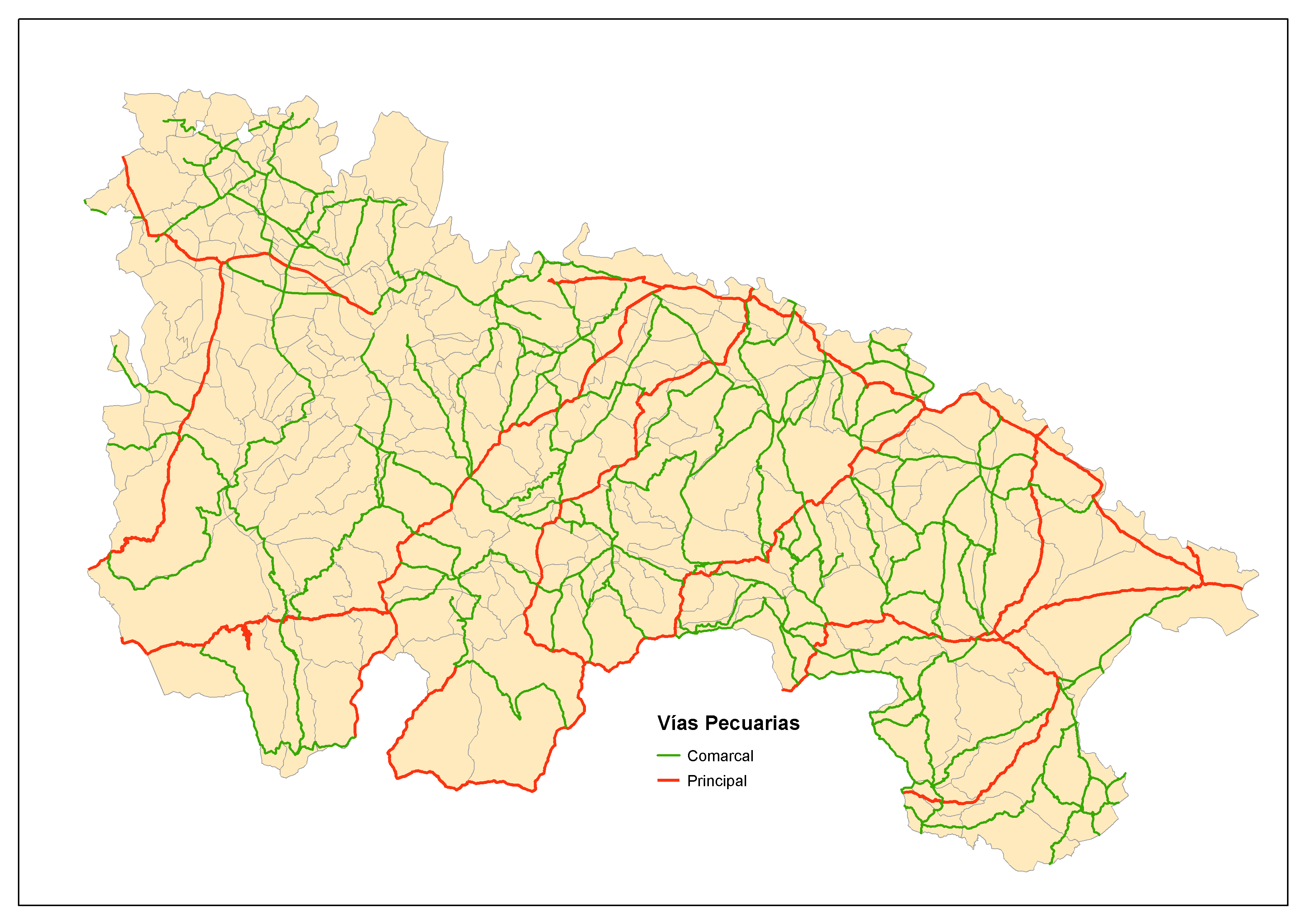
Vías pecuarias i La Rioja.

Cañadas, cordeles, gångstigar, viloplatser och inräkningsplatser bildar delar i det intrikata system som bildas av boskapslederna. I Spanien, har systemet ”cañadas reales” en total längd av 125 000 kilometer (som jämförelse har spanska järnvägen en längd av 15 000) och upptar 425 000 hektar. I hela Europa är mer än 4 miljoner hektar av betesmark och jordbruksmark associerade till transhumans.
Av de nio mest betydande cañadas reales, är den så kallade ”Östra Soria” (soriana oriental) den längsta. Den börjar i norra delen av Soria, i Yanguas, går igenom Ciudad Real, och slutar i Sevilla efter att ha genomlöpt ungefär 800 km. Boskapsledernas benämning bestäms av deras bredd. På några delsträckor kan de vara bredare på grund av intilliggande ytor som hör till leden (till exempel viloplatser och vid vattenhål), i andra fall kan de ha en mindre bredd som konsekvens av hur de går.
- Cañada: Leder vars bredd inte överstiger 75 meter.
- Cordel: Leder vars bredd inte överstiger 37,50 meter.
- Vereda: Leder vars bredd inte överstiger 20 meter.
- Colada: Bredden bestäms när den klassificeras.

Detta är den rättsliga indelningen, även om bredderna tidigare enligt Ley 22/1974 var något större och räknades i det kastilianska måttet vara (75,22, 37,71 resp 20,89 meter). På 1700-talet hade den bredaste veredan i Alcudiadalen (Cañada Real Soriana Oriental) en bredd som växlade mellan 300 och 800 meter vid inträdet i dalen.
De traditionella benämningen "Cañada Real" ("Kunglig cañada") härrör från tiden för Alfons XI som, på grund av den vikt som boskapslederna hade på den tiden för handeln med ull, lade lederna under kungligt beskydd. Denna process fortsatte sedan med Henrik IV som på en kunglig karta markerade de viktigaste lederna såsom liggande under hans direkta styre.

## Övriga inslag
Förutom själva de nämnda vías pecuarias finns det ytterligare begrepp som kompletterar boskapsvägarna:
- Viloplatser (descansaderos). Utvidgningar längs vägen där hjordarna kan vila och stanna över natten.
- Vattenhål (Abrevaderos). Det kan vara inhägnade brunnar eller man låter det sammanfalla med passagen förbi eller över bäckar, vattendrag eller andra vattensamlingar.
- Inhägnader (majadas). Plats där hjordarna kan stanna över natten.
- Kungliga tullplatser (puertos reales). Platser vid vilka man tog upp skatten för den spanska kronan.
- Räkneplatser (contaderos). Trånga passager vid vilka man lätt kunde räkna antalet djur. De kan utgöras av broar eller förträngningar på vägen.
- Broar (puentes). Några av dem tjänstgjorde som räkneplatser.
- Skjul (chozos). Övernattningsställen för herdarna under sin vandring i ”ödemarken”.
- Skyltar och vägmarkeringar. Markeringar längs leden.
- Tvättplatser för ull.
- Sociedades ganaderas (hushållningssällskap för boskapsskötare).
- Ermitas (små kapell) som tillhört organisationen för herdarna, Mesta 1273-1836.